# Alloionema appendiculata
Alloionema appendiculata är en rundmaskart. Alloionema appendiculata ingår i släktet Alloionema och familjen Alloionematidae. Inga underarter finns listade i Catalogue of Life.